# KZ Gusen I

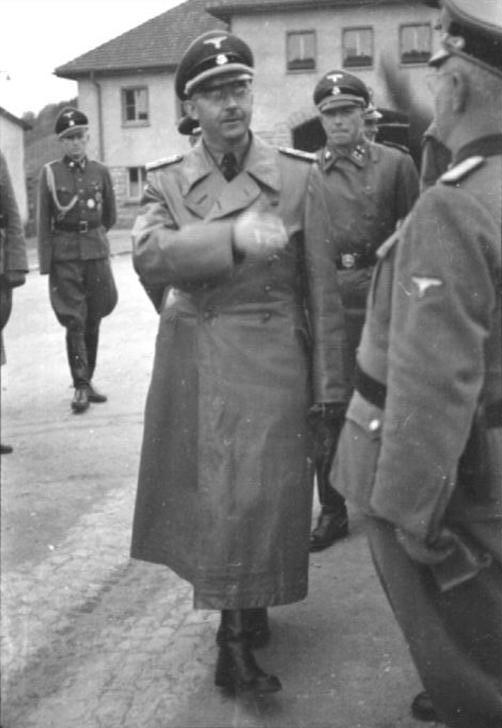
Reichsführer SS Heinrich Himmler mit Lagerkommandant Franz Ziereis im „Zwillingslager Gusen“

Das Konzentrationslager Gusen I in der Ortschaft Gusen, Gemeinde Langenstein, im Bundesland Oberösterreich östlich von Linz ist das zweitälteste Konzentrationslager (nach Mauthausen) der Nationalsozialisten im gesamten Lagerkomplex Gusen/Mauthausen.
Die Konzentrationslager Gusen I, Gusen II und Gusen III wiesen zusammen eine höhere Opferzahl als das Stammlager KZ Mauthausen auf und waren, was die Häftlingsbelegung betraf, zeitweise doppelt so stark mit KZ-Häftlingen belegt wie das „Stammlager“ selbst.

## Überblick

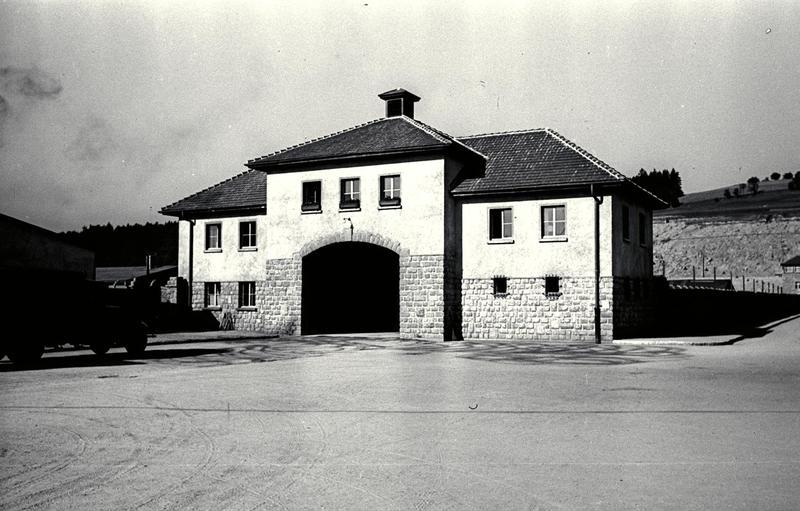
„Jourhaus“ – das Eingangsgebäude zum KL Gusen I, ca. 1941

Der Befehl für die Errichtung des Konzentrationslagers Gusen I (ursprünglich auch „Mauthausen II“ genannt) wurde durch das Hauptamt Haushalt und Bauten am 22. Dezember 1939 zur „Verstärkung des Konzentrationslagers Mauthausen“ erteilt. Ein Teil dieses „Neuen Lagers“ in Gusen wurde auf den bereits seit 25. Mai 1938 im Besitz der DEST stehenden Grundstücken nahe der Steinbrüche „Gusen“ und „Kastenhofen“ durch das Kommando „Barackenbau“ errichtet, welches täglich von Mauthausen-Wienergraben nach Gusen marschierte. Schon in den Jahren zuvor marschierten Häftlinge des KL Mauthausen aus dem Wienergraben täglich nach Gusen, um in den dortigen Steinbrüchen der DEST zu arbeiten und weitere Steinbrüche aufzuschließen.

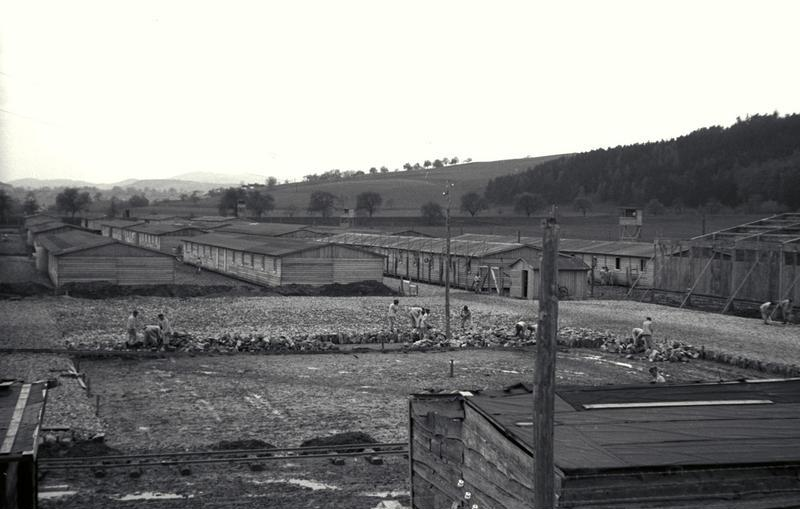
Häftlinge beim Aufbau des KL Gusen I, 1940

Der Aufbau dieses neuen Schutzhaftlagers (auch „Polenlager“ genannt) erfolgte sukzessive ab dem Jahresbeginn 1940, um tausende polnische Intellektuelle im Zusammenhang mit dem Überfall auf Polen der deutschen Wehrmacht in Gusen nach dem Grundsatz „Vernichtung durch Arbeit“ zu töten. Erste Häftlinge übernachteten ab dem 25. Mai 1940 in diesem ebenfalls vorerst provisorisch errichten Lager des bipolar angelegten KZ-Doppellagers Mauthausen/Gusen, welches auch „K.L. Mauthausen/Unterkunft Gusen“, „KLM/Gusen“, „KL Gusen“ oder ab 1944 auch „KL Gusen I“ genannt wurde, als zwei weitere Konzentrationslager im unmittelbaren Umfeld eingerichtet wurden. Die „Unterkunft Gusen“ war bis 1944 in weiten Bereichen verwaltungsmäßig vom KL Mauthausen getrennt. So wurden im KL Gusen eigene Häftlingsnummern vergeben und auch ein eigenes Totenbuch geführt. Auch die postalische wie auch die eisenbahntechnische Anbindung des Lagers erfolgten über den nahe liegenden Marktort St. Georgen an der Gusen.

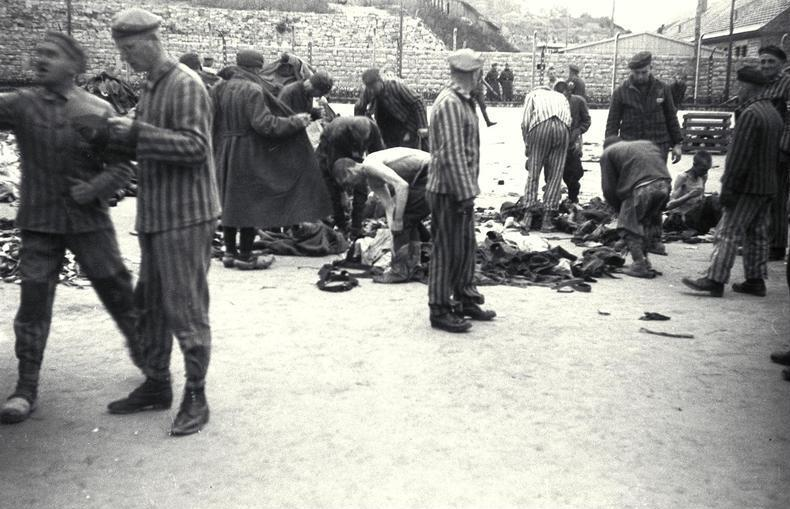
Einkleidung von Neuankömmlingen am Appellplatz

Um „Vernichtung durch Arbeit“ sicherstellen zu können, setzte die SS in der Stammbelegschaft des KL Gusen I hauptsächlich „Berufsverbrecher“ aus deutschen Gefängnissen ein. Erste Transporte mit zu tötenden Polen trafen im Mai und Juni 1940 aus den Konzentrationslagern Dachau, Sachsenhausen und Buchenwald ein. Die schwere Arbeit in den beiden Steinbrüchen, die primitiven Verhältnisse in den Lager-Provisorien und die Brutalität der deutschen Berufsverbrecher in der Häftlingshierarchie machten dieses „neue KL“ in Gusen rasch zu einem Konzentrationslager der Kategorie III für Häftlinge mit dem Gestapo-Vermerk „Rückkehr unerwünscht“.

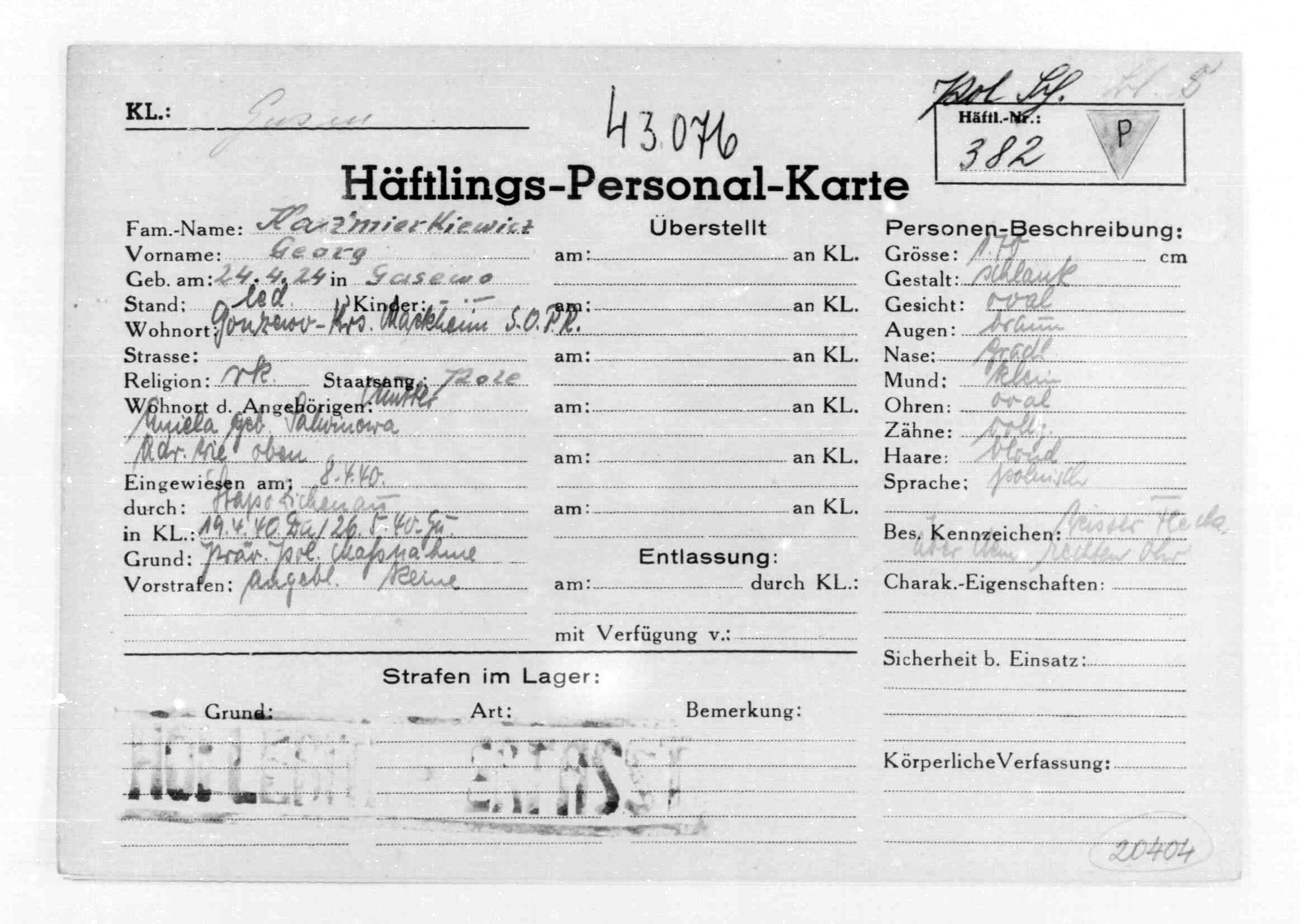
Häftlings-Personal-Karte des polnischen politischen Häftlings Nr. 382 Jerzy Kaźmirkiewicz

Nach der Ermordung tausender Polen wurden 1941 als nächste große Häftlingsgruppe republikanische Spanier zur Vernichtung durch Arbeit in das KL Gusen eingewiesen. Ab Jahresende 1941 folgten dann tausende sowjetische Kriegsgefangene, welche im Jahre 1942 in wenigen Monaten in einem eigenen, innerhalb des KL Gusen eingerichteten „Kriegsgefangenenarbeitslager der Waffen-SS“ durch Schwerarbeit, Brutalität und Hunger radikal dezimiert wurden. Ab 1943 wurden verstärkt auch Häftlinge der Kategorie „Nacht und Nebel“ aus Frankreich, Belgien und Luxemburg zur Vernichtung in das KL Gusen eingewiesen. Ab 1944 folgten auch noch große Gruppen von Italienern und Juden aus Ungarn, welche aber bereits großteils in das damals neu eingerichtete KL Gusen II eingeliefert wurden.

## Besonderheiten

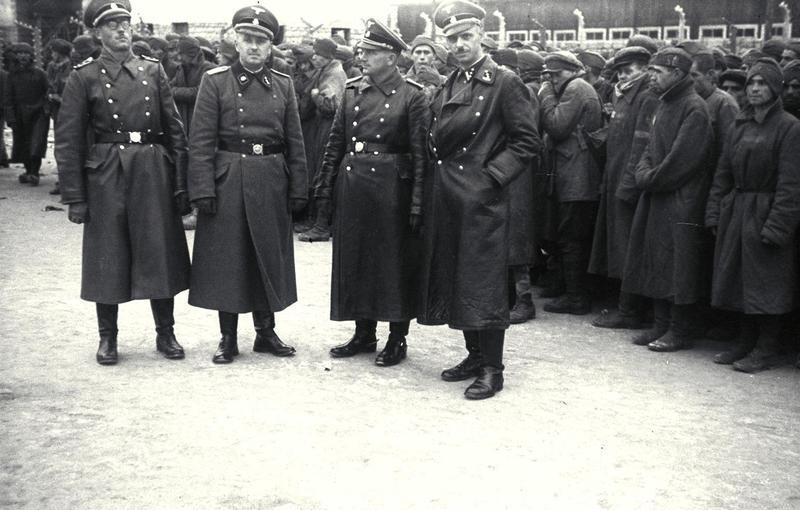
SS-Männer mit neu angekommenen sowjetischen Kriegsgefangenen am Appellplatz KL Gusen I, Oktober 1941

Das Lager war weitgehend eigenständig gegenüber dem KL Mauthausen. Dies zeigte sich in einem eigenständigen Häftlingsnummernsystem (Mehrfachvergabe der Häftlingsnummern) sowie einem eigenständigen Totenbuch.
Im Lager existierten strategische Programme des WVHA, zum einen ein Ausbildungszentrum für Häftlings-Steinmetze (darunter ca. 300 sowjetische Häftlinge im Alter zwischen 12 und 16 Jahren). Zum anderen wurden unterirdische Produktionsanlagen (Tarnbezeichnung „Kellerbau“) errichtet.
Des Weiteren gab es eine archäologische Sammlung mit Museum (1941–1944) sowie eine pathologische Abteilung mit Museum (1941–1945). In letzterer wurden medizinische Experimente für das Hygiene-Institut der Waffen-SS (Berlin) ebenso durchgeführt wie Präparate und Gebrauchsgegenstände aus menschlichen Organen hergestellt wurden.
Methoden der Massenvernichtung waren Totbadeaktionen (1941–1942), Vergasungen im Gaswagen (Sonderwagen), der zwischen KL Gusen und KL Mauthausen pendelte (1942), sowie Vergasungen in den Häftlingsblocks (1942, 1945). Des Weiteren gab es Transporte zur Vergasung nach Hartheim (1942, 1943, 1944).
Weitere Methoden zur Ermordung der Häftlinge waren Herzinjektionen (1940–1945), Ertränken in Kübeln, Fässern oder Fäkaliengruben sowie prinzipiell Seuchen und Epidemien (1941, 1942) und Hunger. Ebenso sollte bei Kriegsende ein Vernichtungsprogramm für alle Häftlinge stattfinden.
Im Lager existierten ein Lager-Chor und ein Häftlingsorchester.
Berichtet wird auch von homosexuellen Exzessen krimineller Funktionshäftlinge sowie von Lynchjustiz der Überlebenden nach der Befreiung.

## Funktionselemente
- Schutzhaftlager (360 × 150 m)

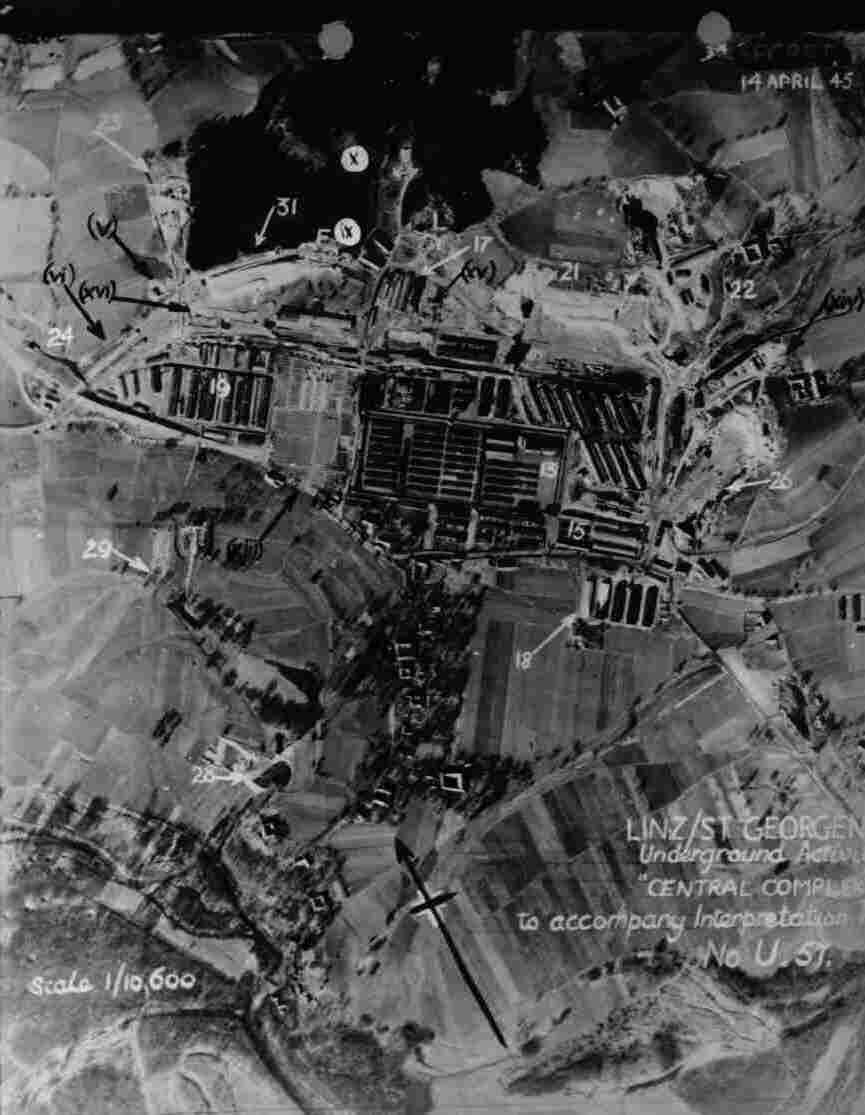
Alliierte Luftaufnahme der KL Gusen I und II (KL Gusen II links, bei Nr. 19)

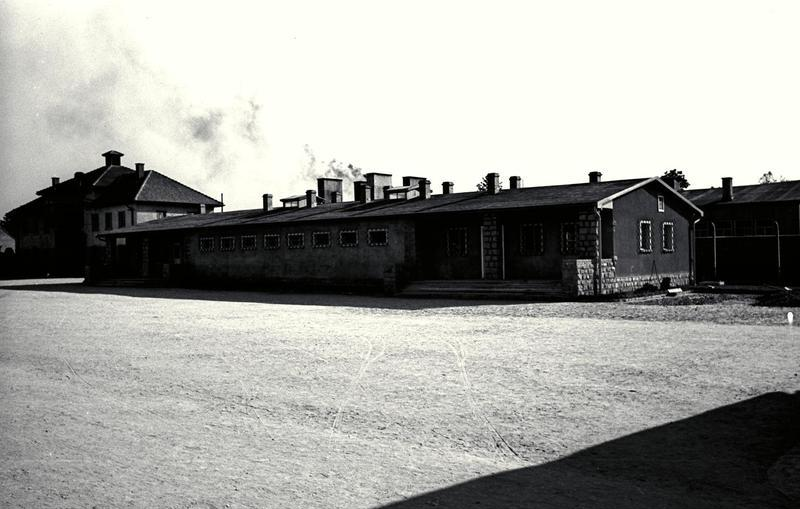
Dieses Häftlings-Bordell ist heute ein privates Wohnhaus; ebenso das „Jourhaus“ links hinten

  - Lagermauer mit elektrischem Zaun und 6 Wachtürmen aus Granit (1940–1942)
  - Jourhaus (1942); (Jour ist hergeleitet von „Jourdienst“ = Tagesdienst (Jour, frz. = Tag).[1])
  - Appellplatz (1940)
  - 32 Häftlingsblocks (1940) sowie zusätzlich Blocks A, B, C und D (1944–1945)
  - Kriegsgefangenenarbeitslager der Waffen-SS innerhalb des Schutzhaftlagers (1941–1943)
  - Häftlings-Küche
  - Desinfektion
  - Häftlings-Bordell (1942)
  - Häftlings-Bad (1941)
  - Häftlings-Revier (1940)
  - Krematorium mit Doppelmuffelofen (1940–1941)
  - Pathologische Abteilung mit Museum
  - Archäologisches Museum
  - Kläranlage

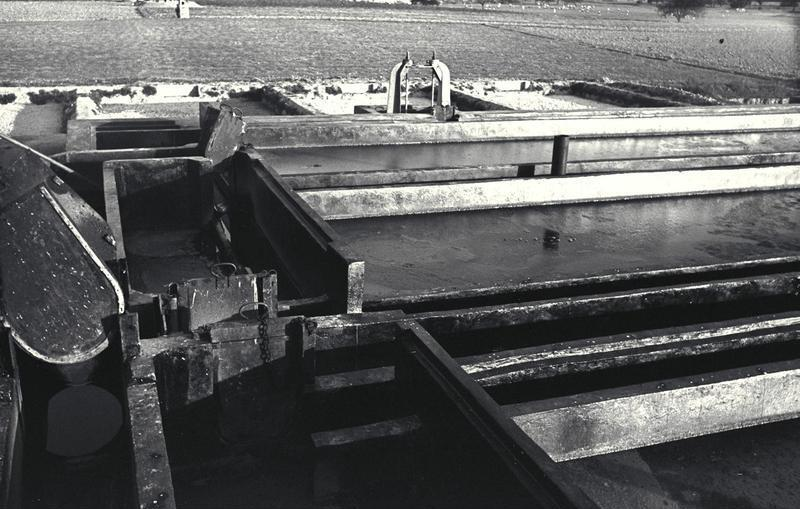
Ansicht der Kläranlage des KL Gusen I

- Einrichtungen der SS-Verwaltungsführung
  - Effektenkammer
  - Werkstätten für Tischler, Schneider
  - Angora-Zucht
  - Kartoffelmieten
  - Bauernhof Schmidtberger (vulgo „Kastenhofer“)
  - Baubüro
  - Poststelle
- Politische Abteilung (Nebenstelle der Gestapo Linz)

- SS-Kaserne (1939–1940)
  - Wachblock
  - 5 Unterkunftsgebäude (1939–1940)
  - SS-Küche
  - SS-Revier

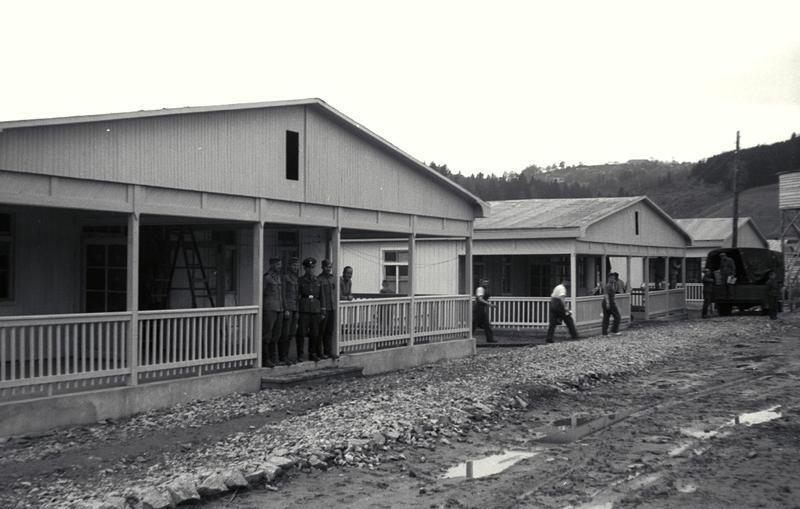
Teilansicht der SS-Kaserne Gusen zu Beginn 1940

  - SS-Führerheim und SS-Unterführerheim
  - SS-Bad mit Kantine und Kegelbahn
  - SS-Bordell
- Betriebseinrichtungen der DEST
  - Betriebsbüro
  - Steinbruch Gusen (1938)
    - Seilkran
    - Steinmetzschuppen
    - Schmiede
    - Schmalspurbahn

  - Steinbruch Kastenhofen (Unterbruch und Oberbruch)
    - Seilkran
    - Steinbrecher (1942–1943)
    - Steinmetzschuppen
    - Lehrlingshalle
    - Sprengmittelkammer
    - Schmalspurbahnen

  - Steinbruch Pierbauer (1941)
    - Schmalspurbahn

  - 9.000 m² Werkshallen für Kooperation mit Steyr Daimler Puch AG (1943)
  - 9.000 m² Werkshallen für Kooperation mit Messerschmitt GmbH Regensburg (1944)
  - ca. 11.000 m² unterirdische Produktionsstätte „Kellerbau I-III“ für Steyr-Daimler-Puch AG und Messerschmitt GmbH Regensburg (1944–1945)
  - Schleppbahn (Normalspur-Bahnanschluss über Bahnhof St. Georgen/Gusen)(1941–1943)
  - Lokomotivschuppen
  - Donaubahn (90 cm Spurweite) zum Betrieb Wienergraben und zur Donaulände bei Mauthausen
  - Baracken „Hafenbau“ für das begonnene Projekt „Donauhafen“ (1942–1943).

## Arbeitskommandos der Häftlinge

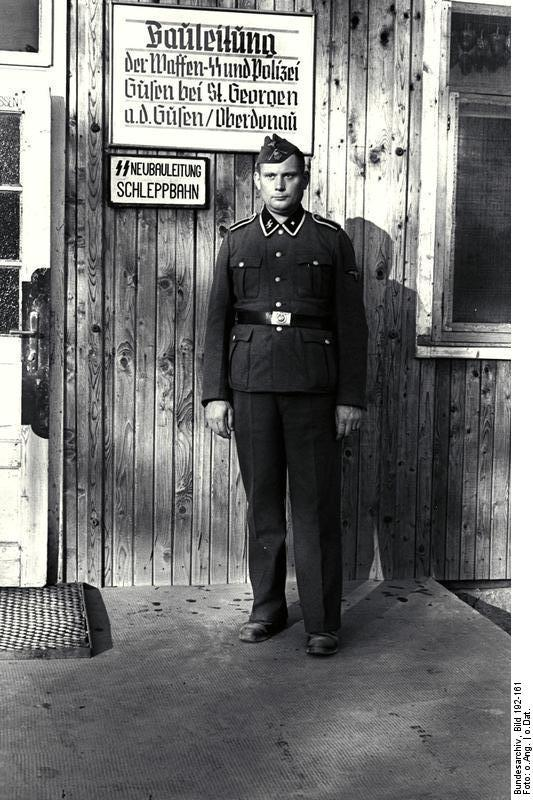
Vor der Bauleitung der Waffen-SS und Polizei Gusen

- für Deutsche Erd- und Steinwerke GmbH (DEST, SS-Betrieb):
  - Kommando Steinbruch Gusen, Kastenhof und Pierbauer (1940–1945): 2800 Häftlinge
  - Kommando Ziegelwerk Lungitz
  - Kommando Rüstung Wien (1943): 300 Häftlinge
  - Kommando Rüstung Messerschmitt (BA II) (1943–1945): 6000 Häftlinge
  - Kommando Rüstung Steyr-Daimler-Puch AG (Georgenmühle) (1942–1945): 6500 Häftlinge
  - Kommando Siedlungsbau St. Georgen (1940–1942): ca. 300 Häftlinge
  - Kommando Gusenregulierung (1941): ca. 150 Häftlinge
  - Kommando Strassenbau
  - Kommando Gleisbau
- für die Bauleitung der Waffen-SS und Deutschen Polizei Gusen bei St. Georgen a.d. Gusen:
  - Kommando Bauleitung
  - Kommando Entwässerung
  - Kommando Holzplatz
  - Kommando Bahnbau (1941–1943)
  - Kommando Donauhafen (1942–1943)
- für SS-Lagerverwaltungsführung:
  - Lager-Kommando (1940–1945): ca. 400 Häftlinge
  - Kommando Barackenbau (1940–1944): ca. 100 Häftlinge
  - Kommando Kartoffelmiete
  - Kommando Scheisshaus
- für sonstige Auftraggeber:
  - Kommando Bombensucher bzw. Kommando Blindgänger (1944–1945)

## Schlüsselpersonal
- Kommandanturstab (80 bis 100 Mann)
  - Schutzhaftlagerführer I:
    - SS-Hstuf (R) Karl Chmielewski (1940–1942)
    - SS-Hstuf (R) Fritz Seidler (Oktober 1942–1945)

  - Schutzhaftlagerführer II:
    - SS-Ostuf Michael Redwitz (1941 bis März 1942)
    - SS-Ostuf Walter Ernstberger (April 1942 bis Oktober 1942)
    - SS-Ostuf Johann Beck (1942 bis Juni 1944)

  - Rapportführer:
    - SS-HScha Anton Streitwieser, SS-Oscha Kurt Isenberg (1940)
    - SS-OScha Rudolf Brust, SS-Scha Kurt Gangstätter, SS-Oscha Knogl, SS-HScha Kurt Kirchner (1941–1942)
    - SS-OScha Franz Priesterberger, SS-UScha Rennlein, SS-UScha Jörgl, SS-UScha Damaschke
    - SS-OScha Michael Killermann (1943–1945)

  - Arbeitsdienstführer/Arbeitseinsatzführer:
    - SS-Scha Kurt Gangstätter, SS-HScha Kurt Kirchner, SS-Oscha Kotzur, SS-UScha Damaschke, SS-OScha Michael Killermann (1940–1941)
    - SS-OScha Kluge, SS-OScha Alfons Gross (1941–1942)
    - SS-Stscha Ludwig Füssl (1943–1945)
- Wachsturmbann (13 Kompanien zu 3029 Mann)
  - SS-Hstuf Markus Habben (bis 1942)
  - SS-Stbf Alois Obermeier (1943–1945)
- Funktionshäftlinge
  - Lagerälteste:
    - Hans Kammerer (1940 bis Jänner 1941)
    - Helmut Becker (Jänner 1941 bis Mai 1941)
    - Karl Rohrbacher (Mai 1941 bis Dezember 1944)
    - Heinz Heil (Dezember 1944 bis März 1945)
    - Martin Gerken (April 1945 bis Mai 1945)

  - Lagerschreiber I (Verwaltung):
    - Rudolf Meixner (Mai 1940 bis Februar 1942)
    - Adolf Jahnke (Februar 1942 bis Mai 1945)

  - Lagerschreiber II (Arbeitseinsatz):
    - Erick Timm (bis März 1945)
    - Heinrich Lutterbach (April bis Mai 1945)

## Film
- David Ethan Fisher: 6 Millionen und Einer. Deutschland, Österreich, Israel, 2011; Ausstrahlung auf arte am 3. April 2013: arte.tv; Homepage des Autors und Verlags: fisherfeatures.com